# Plaça del Vell Pla de Guissona
La Plaça del Vell Pla és una plaça de Guissona (Segarra) inclosa a l'Inventari del Patrimoni Arquitectònic de Catalunya. Aquesta plaça es troba fora del recinte claustral de la vila i servia com a espai a l'aire lliure de l'Hospital de Jesucrist, que es trobava en l'actual Museu Eduard Camps i Cava. Aquesta plaça s'adapta al desnivell del terreny, que és més baix al carrer del Tint, i es salva per mitjà d'unes escales de pedra. Presenta una barana de color verd que segueix tot el perímetre de la plaça i té les parets folrades amb pedra.
Plaça quadrangular on conflueixen el Carrer 11 de setembre, el Carrer del Tint i el Carrer Raval de la Font. Actualment és un dels espais més transitats de la vila, ja que hi ha una gran nombre de cafeteries i de comerços. En aquesta plaça hi ha una creu de terme i un espai enjardinat ple d'arbres amb bancs de pedra. Els edificis que l'envolten no presenten una unitat formal, però tots ells són d'un gran valor històric i estètic; entre aquests podem destacar l'edifici que acull el Museu Eduard Camps i Cava (segle xviii), el Portal de l'Àngel i Cal Torres (medieval), Cal Ribó (modernista), edifici de la Fassina (modernista) i el conjunt de fonts i safaretjos de la Vila.